# Footlight parade
Footlight parade (Desfile de candilejas en España) es una película musical dirigida por Lloyd Bacon y los números musicales por Busby Berkeley en 1933, y protagonizada por James Cagney, Joan Blondell, Ruby Keeler y Dick Powell. Sus canciones están compuestas por los compositores Harry Warren y Sammy Fain, con letras de Irving Kahal y Al Dubin. Lo más llamativo son sus escenas de coreografía como la espectacular de la piscina, en la que muchas señoritas forman figuras de natación sincronizada.
Es una película de la época pre-code, antes de que llegara la censura. En 1992 fue incluida en la National Film Registry, una selección de películas que realiza la Junta Nacional de Conservación de Cine para que sean conservadas en la Biblioteca del Congreso de Estados Unidos.